# Myrmeciza palliata
Myrmeciza palliata là một loài chim trong họ Thamnophilidae.